# Allocasuarina nana
Allocasuarina nana är en tvåhjärtbladig växtart som först beskrevs av Franz e Wilhelm Sieber och Spreng., och fick sitt nu gällande namn av Lawrence Alexander Sidney Johnson. Allocasuarina nana ingår i släktet Allocasuarina och familjen Casuarinaceae. Inga underarter finns listade i Catalogue of Life.

## Bildgalleri

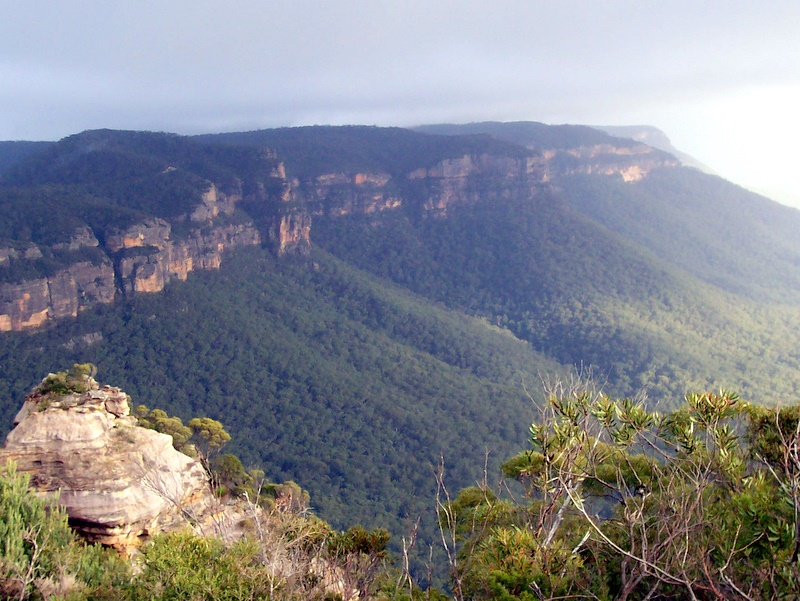